# New York Female Moral Reform Society
New York Female Moral Reform Society (NYFMRS) var en amerikanskt välgörenhetsförening, grundat i New York 1834. Det var från 1839 känt som American Female Moral Reform Society. Det gav upphov till åtskilliga lokala motsvarigheter i USA och hade redan fem år efter grundandet 445 lokala avdelningar. 
Föreningen hade endast kvinnliga medlemmar. Syftet var att motverka prostitutionen (som då inte var formellt förbjuden) och den sexuella dubbelmoralen som ansågs understödja den, och då det under denna tid inte var möjligt att förespråka att kvinnor skulle få ett utomäktenskapligt samliv precis som män, motarbetades istället den sexuella dubbelmoralen genom att kräva att män skulle avstå ett utomäktenskaplig samliv precis som kvinnor förväntades göra. Den uppkom under en tid när så kallad "moralreform" var en aktuell fråga i USA, där den då ännu inte förbjudna prostitutionen hade börjat uppfattas som ett problem.